# イワン・マルコフ
イワン・マルコフ（Ivan Markov、男性、1984年2月6日 - ）は、ロシアのプロレスラー。IWF所属。

## 経歴
2004年9月24日デビュー。
IWFではヘビー級3度、タッグ2度、ハードコア1度の王座戴冠歴があるのみならず、2005年にプレジデンツカップ制覇を果たしている。
2011年9月、ロニー・クリムゾンとともにユニオンプロレスに初来日。9月19日新宿FACEの昼夜興行が来日初戦となり、昼は趙雲子龍&福田洋組に勝利。夜は高木三四郎&澤宗紀組が持つ大中華統一中原タッグ選手権に挑むが奪取ならず。
12月に今度はボニーを連れて来日し、IWF日本人エージェントのウラジミール長井と行動を共にする。大晦日のDDT後楽園ホール大会及び年越しプロレス（梶ポトフとして）にも参戦。2012年のユニオン後楽園大会まで参戦した。
2012年にはドイツのwXw、トルコのTPWにも参戦。
2013年3月、WNCに来日。4月13日、大阪でThe Bodyguard相手にIWFヘビー級タイトルマッチを決行するも敗れる。しかし、4月25日の後楽園大会にてロシアンルーレット形式マッチで取り返した。
9月にイタリアのNWE、10月にイスラエルのAWOに参戦。11月はアラブ首長国連邦のDWEに参戦。
12月11日、ユニオンにて石川修司と初代ユニオンMAX王座をかけて対戦。ハードコアルールに変更されて勝利し、王座獲得。試合後、MEN'Sテイオー、福田洋と結託した。

## 得意技
- ロコボム[1]
- Train Horn[1]
- ブラックホールスラム[1]
- ビッグブーツ
- スピニングヘッドロックエルボードロップ[1]
- スピニングサイドスラムバックブリーカー[1]
- Anna Karenina[1]
- コーナー延髄斬り

## タイトル歴
- IWFハードコア王座
- IWFヘビー級王座（3度）
- IWFタッグチーム王座 w/ Flexx Bloodberg→Chris Rave
- IWFプレジデンツカップ（2005年）
- IWFハードコアキングスカップ（2度）
- 初代ユニオンMAX王座